# Plešnice
Plešnice (en allemand : Pleschnitz) est une commune du district de Plzeň-Nord, dans la région de Plzeň, en République tchèque. Sa population s'élevait à 275 habitants en 2022.

## Géographie
Plešnice se trouve à 6 km à l'ouest du centre de Město Touškov, à 15 km à l'ouest-nord-ouest du centre de Plzeň et à 97 km à l'ouest-sud-ouest de Prague.
La commune est limitée par Úlice au sud-ouest, à l'ouest et au nord-ouest, par Újezd nade Mží au nord-est, par Bdeněves au sud-est et par Nýřany au sud.

## Histoire
La première mention écrite de la localité date de 1357.

## Transports
Par la route, Plešnice se trouve à 7 km de Město Touškov, à 18 km de Plzeň et à 119 km de Prague. 